# Чагринский Покровский монастырь
Ча́гринский Покро́вский монасты́рь — женский монастырь Кинельской епархии Русской православной церкви, расположенный в поселке Кировский Красноармейского района Самарской области.
Официально открыт решением Святейшего синода 24 ноября 1874 года и располагался в Николаевском уезде Самарской губернии. Был широко известен как место служения священника Александра Юнгерова, впоследствии причисленного к лику святых. Известный как чудотворец, своими проповедями он привлекал в монастырь тысячи паломников со всей России. После установления советской власти монастырь был закрыт, все его постройки были конфискованы, а позднее разрушены. Возрождён 24 августа 2023 года решением Священного Синода Русской Православной Церкви под наименованием Покровский Александро-Чагринский женский монастырь. Игуменией монастыря назначена монахиня Михаила (Солодухина). 

## История

### Основание
В середине XIX века в окрестностях деревни Хомяковка Колокольцевской волости Николаевского уезда Самарской губернии находилось имение станового пристава Алексея Ивановича Васильева и его супруги Пелагеи Дмитриевны. Набожная Пелагея Дмитриевна много времени проводила в богомыслии и молитвах на одном из участков имения, где ей порой слышался колокольный звон. В благодарность за такие знамения она дала обет построить на этом месте женскую обитель, однако не успела его осуществить и завещала единственной дочери и наследнице всего имения Марии довести задуманное до конца.
Девушка, вступив во владение имением, стала искать человека, который помог бы ей осуществить материнский наказ. Таким помощником стал её сосед, самарский купец Василий Андреевич Головачёв. В 1867 году он приобрёл 1149 десятин земли для обустройства и обеспечения будущей обители и обратился к самарскому епископу Герасиму (Добросердову) с просьбой ходатайствовать об открытии общины перед Святейшим синодом. Однако Синод отклонил прошение, указав, что в предлагаемом для общины месте отсутствуют какие-либо церковные строения, что неприемлемо для религиозной общины. Тогда Мария Васильева объявила, что готова на собственные средства построить храм и жилые здания для монастыря. В мае 1868 года епископ Герасим проездом посетил место, отведённое для устройства обители. Он освятил место для храма, назначил Марию Алексеевну попечительницей будущей обители и благословил её на строительство.
Строительство обошлось Васильевой в 12 тысяч рублей серебром. В июле 1869 года Мария Алексеевна сообщала в правление епархии, что в Покровской общине построены деревянная церковь с двумя кельями для чтения псалтыря, три деревянных корпуса для сорока сестёр, и строится ещё двухэтажный корпус для сестёр и богадельни. Кроме того она передавала общине собственный дом, на половине которого временно разместилась богадельня на пятнадцать человек. Также она писала, что в общине уже находится пятнадцать сестёр и десять престарелых женщин в богадельне. Через месяц были построены дома для причта, и Мария Алексеевна попросила прислать для управления сёстрами монахиню из Самарского Иверского монастыря. Вскоре в общину была направлена старшей сестрой монахиня Илария.
22 октября 1869 года епископ Герасим освятил деревянный храм во имя Покрова Пресвятой Богородицы, благословив общину привезённой иконой святителя Николая Чудотворца. К этому времени в общине уже проживало около 20 сестёр. В том же году в обители была открыта богадельня на 20 коек для престарелых сестёр, также действовали больница и училище на правах школы грамоты, в котором в 1883 году обучалось 20 учениц (по другим данным училище было открыто лишь в 1879 году). Законоучителями в училище были монастырские священники, остальные уроки вели сёстры, получившие свидетельства о звании учительницы в Самарской епархиальном женском училище.
Синод официально утвердил женскую общину 24 ноября 1874 года (по другим данным — 3 февраля 1875 года). При основании общины в ней насчитывалось 36 человек. Первой настоятельницей обители была игуменья Серафима (С. К. Васильева) — ранее монахиня Бузулукского Тихвинского монастыря. Вместе с ней в общину прибыли Анна Логинова (впоследствии монахиня Агния), ставшая казначеей, и Екатерина Паршина (монахиня Евсевия), ставшая ризничей.
Игуменья установила общежительные правила и требования монастырской жизни, руководствуясь рекомендованными Самарской духовной консисторией правилами, составленными ранее для Спасо-Бородинского монастыря Московской губернии. Создала она и монастырский хор с шестью певчими, обустраивала хозяйство: монахини занялись скотоводством и пчеловодством, была построена общая трапезная, под деревянный храм подвели каменный фундамент.
Жизнь общины сильно изменилась в 1880 году, когда её священником стал протоиерей Александр Юнгеров. Будучи уже в шестидесятилетнем возрасте, священник Троицкой церкви села Балаково Александр Юнгеров попросил руководство епархией уволить его за штат по состоянию здоровья. Однако вместо увольнения он получил назначение в довольно бедную и малоизвестную Чагринскую общину. Служба в обители была для пожилого священника легче, чем в приходском храме, так как в это время церковная служба в общинном храме проводилась не ежедневно, требы по домам местных жителей не совершались. Свободное время отец Александр использовал для преподавания в монастырской школе, где он вёл Закон Божий в 1881—1892 годах. Богослужения он стал сопровождать проповедями, с крестьянами проводил беседы на дому. Постепенно жители окрестных деревень стали интересоваться жизнью обители, посещать богослужения в монастырском храме, выросло число насельниц обители. К 1886 году в монастыре проживало уже 163 человека.
В августе 1883 года Василий Головачёв и настоятельница Серафима обратились к епископу Серафиму с просьбой ходатайствовать перед Святейшим Синодом о возведении общины в звание монастыря. Серафима писала, что многие сёстры общины живут в ней с момента основания и уже в пожилом возрасте и надеются хоть перед смертью удостоиться монашеского сана. Кроме того, она сообщала, что звание монастыря должно было увеличить уважение со стороны местного населения, что община вполне преуспевает в материальном плане и не требует дополнительного финансирования.
К этому времени в обители проживало около 130 сестёр, община владела 1419 десятинами земли, 120 головами крупного скота, 100 овцами. На территории находилось 6 жилых корпусов, из которых два были двухэтажными. Монастырский причт в составе священника и дьякона распоряжался 70 десятинами монастырской земли, всеми церковными доходами, а также получал жалованье в 250 рублей в год и помещения.

### Монастырская жизнь
Указом Синода от 11 января 1885 года община была преобразована в общежительный женский монастырь с наименованием Чагринский Покровский. 6 апреля в Самарском кафедральном соборе настоятельница Серафима была возведена в сан игуменьи, в мае и июне были пострижены в мантию избранные Серафимой сёстры. Наконец, 7 июля благочинный монастырей Самарской губернии Нифонт провёл торжественную церемонию открытия монастыря, на которой присутствовала и основательница общины Мария Васильева.
Увеличившаяся популярность монастыря привела к тому, что его храм стал тесен для желавших присутствовать при богослужении. Стараниями игуменьи Серафимы, отца Александра и Василия Андреевича Головачёва с привлечением средств благотворителей началось строительство нового тёплого храма.
В 1888 году Серафима оставила свой пост, передав управление монастырём игуменье Агнии (А. Ф. Логиновой), занимавшей эту должность до 1916 года. 1 апреля 1890 года скончалась супруга отца Александра, 8 мая — игуменья Серафима, в декабре — Василий Головачёв. Осенью 1890 года было окончено строительство храма. Заботы, связанные со строительством, и потери близких подорвали здоровье отца Александра, и в апреле 1893 года он был уволен за штат.
С этого времени началось его более широкое служение, прославившее и его, и монастырь далеко за пределами уезда и губернии. Отец Александр стал широко известен как обладатель дара прозорливости, дара рассуждения и дара чудотворений. В «Самарских епархиальных ведомостях» в 1896 году отца Александра по духовным дарованиям сравнивали со святыми Иоанном Кронштадтским, Амвросием Оптинским и Феофаном Затворником. Множество паломников приходило в обитель в надежде обрести избавление от душевных сомнений и смущений, найти телесное и духовное исцеление. Число посетителей, по некоторым сведениям, достигало тысячи человек в день.
В 1895 году для многочисленных паломников был открыт странноприимный дом в двухэтажном деревянном корпусе.
Сохранилось описание приёма народа отцом Александром, оставленное очевидцем. Приём начинается с обычных молитословий и переходит в импровизацию, «в которой предстоящие выставляются великими грешниками, недостойными приступать к величию, святости и правде Божией, но всё же дерзновенно приступающими по вере и упованию на милосердие Божие». Первая часть заканчивается, по рассказу очевидца, общим плачем, причём многие плачут навзрыд.
После этого отец Александр акцентирует внимание на различных аспектах повседневной жизни присутствующих, их недостаточной, небрежной и неумелой молитве, бессредечности, обращении к ворожеям и знахарям, взаимоотношениях в семье, о вреде пьянства и курения, «о забвении Бога и неблагодарности к Нему». Часто эта речь начинается такими словами: «Братья христиане! Вы признаёте себя грешными, вы затем и пришли сюда, чтобы принести Господу Богу искреннее покаяние во грехах своих? Кайтесь же пред Ним! За покаяние вы получите от Него прощение и велию милость. Господь не отвергает никого из кающихся. И как же вам не каяться и не сокрушаться пред Ним, когда вы проводите жизнь свою совсем не по закону Божию?».
В следующей части отец Александр задаётся вопросами: «Долго ли ещё вы, братие и сестры, такою жизнью и такими скверными делами будете прогневлять милосердного, но вместе и строгого и правосудного судию Бога? Не пора ли образумиться и пожалеть себя, свои души? Не время ли поплакать о своей прежней греховной жизни, и, возненавидев грехи, начать с помощью Божией новую, духовную, христианскую святую жизнь?». Эта часть прерывается слезами слушателей, после чего проповедник, а вслед за ним и весь народ, обращается к краткой молитве.
В завершении отец Александр вопрошает о чистосердечном раскаивании в грехах и, получив ответ, со словами «Да поможет вам Господь», — приглашает всех преклонить главы и читает разрешительную молитву.
В 1900 году Александр Юнгеров скончался, но поток паломников в монастырь не иссяк. Если раньше люди приходили к старцу, то теперь они приходили к его могиле, над которой была установлена деревянная часовня с неугасимой лампадой. По благословению самарского епископа Гурия ежедневно в часовне совершались краткие литии. В житии Александра Чагринского говорится, что в полу часовни было устроено отверстие, через которое паломники могли брать землю с могилы. Каждую весну на могилу насыпалось несколько возов земли, но к осени она вся разбиралась богомольцами, так что под часовней образовывалась яма. До закрытия монастыря сохранялся дом отца Александра, в который приходили паломники, чтобы помолиться перед иконами, перед которыми молился старец, прикоснуться к его кресту. В 2001 году Александр Юнгеров, именуемый Чагринским, был причислен к лику святых.
К 1916 году в монастыре проживало 259 человек, в том числе: одна игуменья-настоятельница, 51 манатейная монахиня, 69 рясофорных и указных послушниц и 116 послушниц. Кроме этого, в монастыре проживало 12 девочек — учениц монастырской школы и 7 человек в богадельне.

### Монастырь при советской власти
В 1922 году дома самарского монастырского подворья были муниципализированы и переданы под жилые помещения. 15 августа 1928 года по распоряжению Самарского окружного исполкома с Чагринской религиозной общиной был расторгнут договор на пользование церковными зданиями, которые отошли в ведение Чапаевского райисполкома. Здание Покровской церкви перешло школе крестьянской молодёжи. Церковь во имя святого Архангела Михаила использовалась как изба-читальня. Монастырские корпуса достались различным сельскохозяйственным предприятиям.
12 ноября 1928 года распоряжением Средневолжского облисполкома монастырь окончательно был закрыт. Архитектурный комплекс монастыря в основном был уничтожен в 1930-е годы, Покровская церковь была разрушена в 1949 году из-за ветхости.

### Настоящее время
От Чагринского монастыря осталось две могилы: Александра Чагринского и первой настоятельницы Серафимы, а также колодец, ныне именуемый святым источником Александра Чагринского. Колодец является объектом местного паломничества.
В 2000 году были обретены мощи протоиерея Александра Юнгерова, в настоящее время они находятся в самарском Иверском женском монастыре, чьи землевладения некогда граничили с землями Чагринского монастыря.
В 2016 году по благословению епископа Кинельского и Безенчукского Софрония (Баландина) начато восстановление монастыря. На территории бывшей Чагринской обители был обустроен малый Покровский храм, выстроенный на фундаменте утраченного. Над могилами установлены поминальные часовни, ведется строительство большого храма в честь праведного Александра Чагринского, а также хозяйственных построек.
24 августа 2023 года Священный синод Русской православной церкви постановил «открыть Покровский Александро-Чагринский женский монастырь поселка Кировский Красноармейского района Самарской области и назначить монахиню Михаилу (Солодухину) на должность игумении упомянутой обители».

## Имущество
1419 десятин земли было пожертвовано обители купцом Головачёвым при основании. Ещё 500 десятин монастырь получил от него же по условиям завещания в 1890 году. Из имевшихся 1919 десятин удобной земли было 1164 десятины, большая часть земли засевалась хлебом, правда монахини использовали для хлебопашества лишь около 100 десятин, сдавая остальное в аренду.
Монастырскую территорию окружала деревянная ограда, которую в 1900 году заменили на новую. В ограде было четверо выложенных кирпичами ворот, с западной и восточной стороны по углам находились деревянные башни. С западной стороны стояла часовня с колодцем.
На территории монастыря находилось 6 корпусов и 10 флигелей. В четырёх корпусах и 6 флигелях жили сёстры, остальные здания использовались как трапезная, квасоварня, хлебопекарня, обувная мастерская и другие хозяйственные службы. Был разбит фруктовый сад, устроен пчельник. Здания в основном были деревянные, на каменном фундаменте, крытые тёсом или железом, крашеные масляной краской.
В монастыре было два кладбища, одно на территории, второе за монастырской оградой. В 1901 году над могилой протоиерея Александра Юнгерова была поставлена деревянная часовня. Третья часовня находилась на монастырском кладбище.
Также монастырь владел ветряной мельницей, конной и паровой молотилками, жаткой, 3 сеялками и 2 косилками.
В Самаре на Предтеченской улице (ныне ул. Некрасовская) располагалось монастырское подворье, на котором находились все необходимые хозяйственные постройки и деревянный флигель с подвальным этажом.

### Монастырские храмы
Первым храмом обители стала деревянная церковь во имя Покрова Пресвятой Богородицы, построенная при основании общины в 1869 году. В 1871 году к ней с правой стороны был пристроен придел, освящённый епископом Гурием 6 июня 1875 года во имя Николая Чудотворца. Храмовые праздники отмечались 1 октября в главном престоле и 9 мая в приделе.
В 1901 году на средства монастыря и пожертвованные протоиереем Александром Юнгеровым 16 тысяч рублей началось строительство нового храма — трёхпрестольной деревянной церкви во имя Покрова Пресвятой Богородицы. Строительство было окончено в 1907 году, и 3 июня был освящён главный престол. На следующий день, 4 июня, был освящён правый придел во имя святителя Николая Чудотворца, и 8 мая 1909 года во имя Казанской иконы Божией Матери был освящён левый придел. При храме имелась деревянная же колокольня. Храмовые праздники отмечались 1 октября в главном престоле, 9 мая — в правом приделе — и 8 июля в левом.
В 1890 году была построена и 27 ноября освящена деревянная тёплая церковь во имя святого Архангела Михаила. Престольный праздник отмечался в ней 8 ноября.

### Монастырские святыни
В монастырских храмах находились особо почитаемые иконы. Такими считались:
- образ Божией Матери «Всех скорбящих радость», риза которого была вышита жемчугом, украшена 63 стразами и несколькими гранатами;
- образ Божией Матери «Табынская» — список с известного образа, почитавшего чудотворным;
- образ Божией Матери «В скорбях и печалях утешение», написанная в Афоне на кипарисовой доске.

## Настоятельницы
Первой настоятельницей общины стала монахиня Серафима (в миру Софья Константиновна Васильева). Выпускница Петербургского патриотического института в 1842 году она поступила в Новгородский Покровский Зверин монастырь, где в 1864 году приняла монашеский постриг. В дальнейшем руководила Короцкой женской общиной, Варваринской общиной и одной из общин Воронежской епархии. В 1873 году перешла в Бузулукский Тихвинский монастырь, где она руководила хором. 6 апреля 1885 года была возведена в сан игуменьи. Руководила монастырём до весны 1888 года. Тогда её временно перевели в Булузукский Тихвинский монастырь, лишившийся настоятельницы. Однако спустя месяц игуменья Серафима по старости и плохому состоянию здоровья попросилась на покой, а когда её просьбу удовлетворили, вернулась в Чагринский монастырь. Скончалась 8 мая 1890 года, над её могилой был установлен памятник..
1 февраля 1892 году игуменьей монастыря стала казначея, монахиня Агния (в миру Анна Логинова).
24 августа 2023 года Священный синод Русской православной церкви постановил «открыть Покровский Александро-Чагринский женский монастырь поселка Кировский Красноармейского района Самарской области и назначить монахиню Михаилу (Солодухину) на должность игумении упомянутой обители»